# Кожень-Крулевський
Кожень-Крулевський (пол. Korzeń Królewski) — село в Польщі, у гміні Лонцьк Плоцького повіту Мазовецького воєводства.
Населення — 132 особи (2011).
У 1975-1998 роках село належало до Плоцького воєводства.

## Демографія
Демографічна структура станом на 31 березня 2011 року:
|          | Загалом | Допрацездатний вік | Працездатний вік | Постпрацездатний вік |
| -------- | ------- | ------------------ | ---------------- | -------------------- |
| Чоловіки | 68      | 10                 | 49               | 9                    |
| Жінки    | 64      | 9                  | 36               | 19                   |
| Разом    | 132     | 19                 | 85               | 28                   |